# Liste der Präsidenten des Internationalen Komitees vom Roten Kreuz

Logo des Internationalen Komitees vom Roten Kreuz (IKRK)

Die Liste der Präsidenten des Internationalen Komitees vom Roten Kreuz umfasst alle Präsidenten in der Geschichte des Internationalen Komitees vom Roten Kreuz (IKRK) von seiner Gründung im Jahr 1863 bis in die Gegenwart.
Das IKRK ist eine unparteiische, neutrale und unabhängige humanitäre Organisation. Die Aufgabe des Komitees, das sich aus bis zu 25 Personen mit Schweizer Staatsangehörigkeit zusammensetzt, ist der Einsatz für die Opfer von Kriegen und bewaffneten Konflikten. Darüber hinaus spielt das IKRK eine wichtige Rolle bei der Verbreitung und Weiterentwicklung des humanitären Völkerrechts sowie bei der Überwachung von dessen Einhaltung durch die Konfliktparteien während eines Krieges. Es ist im Bereich der internationalen Beziehungen eines der wenigen nichtstaatlichen originären Völkerrechtssubjekte und verfügt über ein für private Organisationen einzigartiges Mass an völkerrechtlich definierten Kompetenzen und Zuständigkeiten sowie an diplomatischer Immunität und Autonomie in seinen Aktivitäten.
Der Präsident als höchstrangige Person unter den Mitgliedern des Komitees nimmt sowohl exekutive als auch repräsentative Aufgaben wahr. Die bisher 15 Präsidenten in der Geschichte des IKRK waren, den Aufgaben des Komitees entsprechend, hinsichtlich ihres beruflichen Hintergrundes vor allem Diplomaten und Juristen. Darüber hinaus wurden auch zwei ranghohe Armeeangehörige und ein Arzt zu Präsidenten des IKRK gewählt. Derzeitige Inhaberin des Amts ist seit Oktober 2022 die Diplomatin Mirjana Spoljaric Egger.

## Das Internationale Komitee vom Roten Kreuz

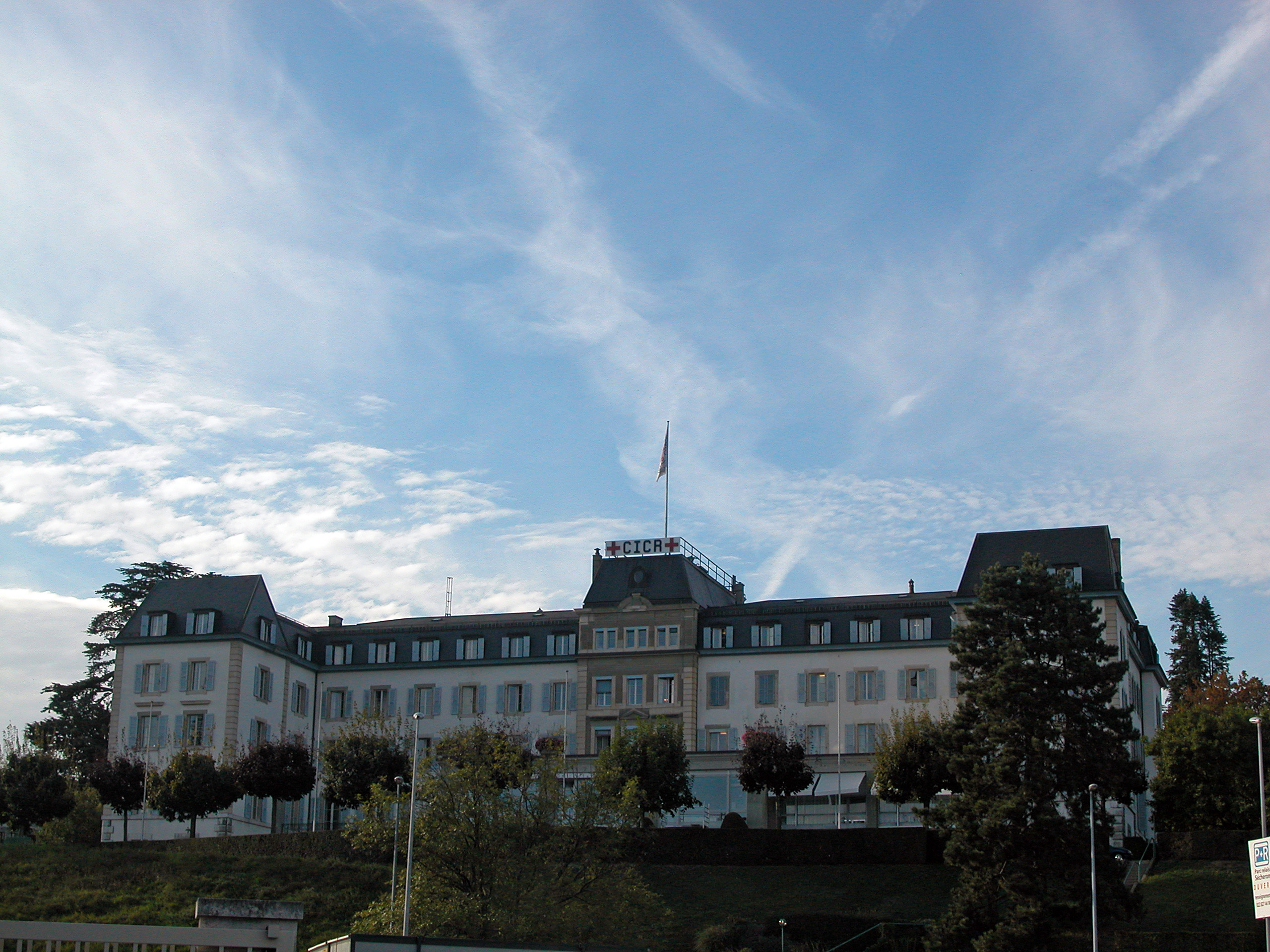
Der Sitz des IKRK in Genf

Das 1863 gegründete und in der Schweizer Stadt Genf ansässige Internationale Komitee vom Roten Kreuz ist eine humanitäre Organisation, deren Aufgabe der Schutz des Lebens und der Würde der Opfer von Kriegen und innerstaatlichen bewaffneten Konflikten ist. Hierzu zählen insbesondere die Pflege und Versorgung von verwundeten Soldaten, die Überwachung der Behandlung von Kriegsgefangenen, der Schutz und die Versorgung der Zivilbevölkerung sowie die Suche nach vermissten Personen. Die juristische Basis für dieses Mandat sind die durch die Staatengemeinschaft abgeschlossenen Genfer Konventionen mit ihren Zusatzprotokollen sowie die Statuten des Komitees. Das IKRK hat ausserdem über die in diesen Rechtsgrundlagen konkret definierten Aufgaben und Befugnisse hinaus ein sogenanntes Initiativrecht. Dieses ermöglicht es dem Komitee, den an einem Konflikt beteiligten Parteien seine Dienste anzubieten und jede von seinen Mitgliedern als sinnvoll oder notwendig erachtete humanitäre Initiative zu ergreifen. Seine Kompetenzen im Bereich der internationalen Beziehungen und der Diplomatie bei der Erbringung guter Dienste sind damit teilweise vergleichbar mit denen von Staaten.
Das IKRK besteht aus bis zu 25 Schweizer Staatsbürgern und ist eine private Vereinigung nach Schweizer Vereinsrecht. Seit der Gründung werden neue Mitglieder durch die vorhandenen Mitglieder hinzugewählt, ein Prozess, der als Kooptation bezeichnet wird und nach jahrzehntelangem Gebrauch seit 1930 auch offiziell durch die Statuten des IKRK vorgeschrieben ist. Die Beschränkung der Mitgliedschaft auf Personen mit Schweizer Staatsangehörigkeit besteht dabei seit 1923, zuvor wurden ausschliesslich Genfer Bürger kooptiert. Grundlegende Prinzipien des Komitees bei der Erfüllung seiner Aufgaben sind Unparteilichkeit, Neutralität und Unabhängigkeit. Das IKRK gilt als höchste Instanz im humanitären Völkerrecht und besitzt durch völkerrechtliche Verträge und ein 1993 abgeschlossenes Sitzabkommen mit der Schweiz den Status eines originären Völkerrechtssubjekts sowie ein einzigartiges Mass an diplomatischer Immunität und Autonomie in seinem Wirken. Es hat damit sowohl eine nationale als auch eine internationale Rechtspersönlichkeit. Seit 1990 ist das Komitee berechtigt, an den Sitzungen der Generalversammlung der Vereinten Nationen als Beobachter teilzunehmen. Für das IKRK sind weltweit rund 12'500 Menschen tätig, davon etwa 800 am Hauptsitz in Genf, etwa 750 Delegierte in internationalen Missionen, rund 750 Spezialisten wie beispielsweise Ärzte, Ingenieure, Logistiker und Dolmetscher beziehungsweise Übersetzer, sowie etwa 10'200 Mitglieder nationaler Rotkreuz- und Rothalbmond-Gesellschaften vor Ort. Das jährliche Budget des IKRK liegt bei rund einer Milliarde Schweizer Franken.
Für sein Wirken wurde dem Internationalen Komitee vom Roten Kreuz in den Jahren 1917, 1944 und 1963 der Friedensnobelpreis sowie 1978 der Menschenrechtspreis der Vereinten Nationen verliehen.

## Die Präsidenten des IKRK
Das Amt des Präsidenten, mit dem sowohl Entscheidungsbefugnisse als auch repräsentative Aufgaben verbunden sind, ist die höchste Position im IKRK. Gewählt wird der IKRK-Präsident jeweils für die Dauer von vier Jahren von der aus allen Mitgliedern des Komitees bestehenden Versammlung. Es gehört allerdings zu den Gepflogenheiten innerhalb des Komitees, einem amtierenden Präsidenten eine weitere Amtszeit zu gewähren, wenn dies seinem Wunsch entspricht. Dem Präsidenten stehen bis zu zwei Vizepräsidenten zur Seite, die wie der Präsident für eine Dauer von vier Jahren amtieren. Sowohl der Präsidenten als auch die Vizepräsidenten können bis zu zweimal wiedergewählt werden. In der Regel ist der Präsident des Komitees auch Präsident des Versammlungsrates. Dabei handelt es sich um ein aus fünf Mitgliedern des Komitees bestehendes Gremium, das ebenfalls von der Versammlung gewählt wird und in bestimmten Bereichen Entscheidungen für das Komitee treffen kann.
Zu einer Trennung beider Ämter kam es nur während der Präsidentschaft von Eric Martin, als durch die Wahl von Roger Gallopin zum Präsidenten des Versammlungsrates de facto eine Doppelpräsidentschaft entstand. Während dieser Zeit nahm Eric Martin vorwiegend repräsentative Aufgaben wahr, während Roger Gallopin die exekutive Leitung innehatte. Diese Aufteilung endete mit der Wahl von Alexandre Hay zum Nachfolger von Eric Martin. Sowohl das Beispiel der Doppelpräsidentschaft aus Eric Martin und Roger Gallopin als auch die spätere Wahl von Cornelio Sommaruga anstelle von Jacques Moreillon gelten zudem als Indiz dafür, dass für das Amt des Präsidenten von der IKRK-Versammlung tendenziell Kandidaten aus hochrangigen Positionen ausserhalb des Komitees bevorzugt werden gegenüber Kandidaten, die aus dem Komitee selbst beziehungsweise dessen Verwaltungsapparat und Mitarbeiterstamm kommen und damit über unmittelbare Erfahrungen in humanitärer Arbeit verfügen.
Die ersten beiden Präsidenten waren Gründungsmitglieder des Komitees. Davon erreichte Gustave Moynier, der dem IKRK als zweiter Präsident von 1864 bis zu seinem Tod im Jahr 1910 vorstand, mit 46 Jahren die längste Amtsdauer aller Präsidenten. Zugleich war er bei der Übernahme der Präsidentschaft der jüngste Präsident in der Geschichte des Komitees. Auch die ihm folgenden Gustave Ador und Max Huber waren mit 18 beziehungsweise 16 Jahren deutlich mehr als zehn Jahre und länger als alle nach ihnen folgenden Präsidenten im Amt. Moynier und Ador werden dabei allgemein als die in ihrem Wirken dominierendsten und prägendsten Präsidenten in der Geschichte des Komitees angesehen. Max Huber, der dem Komitee bis kurz vor Ende des Zweiten Weltkrieges vorstand, war der erste Präsident, der nicht der Genfer Gesellschaft entstammte.
Die Geschichte des Komitees in den Jahren nach dem Zweiten Weltkrieg war durch deutlich kürzere Amtszeiten seiner Präsidenten geprägt. Beginnend mit Carl Jacob Burckhardt ab 1945 war in den folgenden 30 Jahren keiner der sechs Präsidenten in dieser Zeit zehn oder mehr Jahre im Amt. Allein in der Zeit von der Mitte der 1960er Jahre bis zur Mitte der 1970er Jahre wurden drei Präsidenten gewählt. Dabei wurde insbesondere die Wahl von Eric Martin, der bei seinem Amtsantritt der zweitälteste Präsident nach Guillaume-Henri Dufour war, als Übergangslösung angesehen. Darüber hinaus gelten Martin und sein Vorgänger Marcel Naville als die Präsidenten mit dem geringsten Einfluss auf die Entwicklung des Komitees. Die ihnen folgenden drei Präsidenten, Alexandre Hay, Cornelio Sommaruga und Jakob Kellenberger, standen dem Komitee jeweils länger als zehn Jahre vor und brachten dem IKRK damit wieder mehr personelle und inhaltliche Kontinuität in der Arbeit seiner Führungsspitze.
Die Mitglieder des IKRK waren über viele Jahrzehnte nahezu ausschliesslich Männer. Dies hat sich in jüngerer Zeit deutlich relativiert, der Frauenanteil beträgt in der gegenwärtigen Zusammensetzung des Komitees rund ein Drittel. Diese historische Entwicklung der Geschlechterverteilung spiegelt sich in der Besetzung der Führungspositionen wider. Auch wenn Frauen in den letzten Jahrzehnten in das Amt des Vizepräsidenten gewählt wurden, so von 1986 bis 1990 Denise Bindschedler-Robert, Richterin am Europäischen Gerichtshof für Menschenrechte, sowie von 1998 bis 2005 die Genfer Juraprofessorin Anne Petitpierre und ab Januar 2008 die Anwältin Christine Beerli, waren die Präsidenten bis zur Wahl der Diplomatin Mirjana Spoljaric Egger im Jahr 2022 ausschließlich Männer.

## Liste der Präsidenten
| Nummer | Porträt | Name                    | Beruf                   | Amtszeit  |
| ------ | --- | ----------------------- | ----------------------- | --------- |
| 1      | | Guillaume-Henri Dufour  | Armeegeneral            | 1863–1864 |
| 1      | Guillaume-Henri Dufour (1787–1875) war Kartograf und einer der ersten Generäle der Schweizer Armee. Auch in der schweizerischen Politik spielte er als Nationalrat und Ständerat eine bedeutende Rolle. Im Februar 1863 war er Mitbegründer des Internationalen Komitees der Hilfsgesellschaften für die Verwundetenpflege, aus dem 1876 das IKRK hervorging. Von den fünf an der Gründung beteiligten Genfer Bürgern wurde er zum ersten Präsidenten gewählt, gab das Amt jedoch bereits ein Jahr später ab. Guillaume-Henri Dufour war bereits zu Lebzeiten ausserordentlich populär und gilt als einer der einflussreichsten Menschen in der Geschichte der Schweiz. |                         |                         |           |
| 2      | | Gustave Moynier         | Jurist                  | 1864–1910 |
| 2      | Gustave Moynier (1826–1910) war ebenso wie Guillaume-Henri Dufour Gründungsmitglied des Internationalen Komitees. Auch wenn in der historischen Wahrnehmung der Konflikt mit Henry Dunant seine Präsidentschaft prägte, zählt er zu den wichtigsten und einflussreichsten Präsidenten in der Geschichte des IKRK. Mit 46 Jahren erreichte er die mit Abstand längste Amtszeit aller IKRK-Präsidenten. Er trug mit seinem Wirken entscheidend dazu bei, das Komitee von einer kleinen privaten Vereinigung Genfer Bürger zu einer respektierten Organisation mit internationalem Einfluss zu entwickeln. Darüber hinaus leistete er entscheidende Beiträge zum humanitären Völkerrecht und gab auf diese Weise dem IKRK eine säkulare und damit universell akzeptable normative Basis für dessen Tätigkeit. So fiel in seine Amtszeit unter anderem die Revision der ersten Genfer Konvention im Jahr 1906 sowie die Verabschiedung der Haager Abkommen in den Jahren 1899 und 1907. Obwohl er sich den Jahren 1904 und 1907 aus gesundheitlichen Gründen von seinem Amt zurückziehen wollte, verzichtete er auf Drängen der anderen Mitglieder des Komitees auf diesen Schritt und verblieb bis zu seinem Tod im Amt. |                         |                         |           |
| 3      | | Gustave Ador            | Jurist, Politiker       | 1910–1928 |
| 3      | Gustave Ador (1845–1928) war ein Neffe von Gustave Moynier und zum Zeitpunkt der Übernahme des Amtes des Präsidenten bereits 40 Jahre Mitglied des Komitees. Zuvor hatte er als Nationalrat und Ständerat die Schweizer Politik massgeblich mitgestaltet. Während seiner Zeit als Präsident des IKRK war er darüber hinaus auch Schweizer Bundesrat und Bundespräsident. In seine Amtszeit fiel der Erste Weltkrieg und damit die Einrichtung der Internationalen Zentralstelle für Kriegsgefangene des IKRK. Dem Komitee wurde für sein Wirken während des Krieges im Jahr 1917 der Friedensnobelpreis verliehen. Ein weiteres wichtiges Ereignis für das Komitee während dieser Zeit war die Gründung der Liga der Rotkreuz-Gesellschaften im Jahr 1919. Im Rahmen der sich daraus ergebenden Kompetenzstreitigkeiten zwischen dem Komitee und der Liga konnte Gustave Ador erfolgreich den Führungsanspruch des IKRK durchsetzen und festigen. |                         |                         |           |
| 4      | | Max Huber               | Jurist, Diplomat        | 1928–1944 |
| 4      | Max Huber (1874–1960) war vor seiner Berufung in das IKRK als Jurist im Bereich des Völkerrechts und als Diplomat tätig. Ab 1902 war er Professor für Verfassungsrecht, Kirchenrecht und internationales öffentliches Recht an der Universität Zürich. Im Jahr 1907 vertrat er die Schweiz bei der Zweiten Internationalen Friedenskonferenz in Den Haag. Von 1920 bis 1932 war er Mitglied des Ständigen Internationalen Gerichtshofes in Den Haag. Im Jahr 1923 wurde er zum Mitglied des IKRK kooptiert und fünf Jahre später Präsident des Komitees. Während seiner Amtszeit wurde 1928 das Internationale Rote Kreuz als Dachorganisation für das Komitee und die Liga gegründet. Ein Jahr später kam es zur Revision der Genfer Verwundeten-Konvention und zum Abschluss der Genfer Kriegsgefangenen-Konvention. Ein Jahr vor Ende des Zweiten Weltkrieges trat er mit 70 Jahren aus Altersgründen zurück. Er wurde anschliessend zum Ehrenpräsidenten ernannt und nahm in dieser Funktion den Friedensnobelpreis für das Jahr 1944 entgegen, der dem Komitee für sein Wirken während des Krieges verliehen wurde.                                                                                              |                         |                         |           |
| 5      | | Carl Jacob Burckhardt   | Historiker, Diplomat    | 1945–1948 |
| 5      | Carl Jacob Burckhardt (1891–1974) war Historiker und ab 1929 Professor für Neuere Geschichte an der Universität Zürich. Er war darüber hinaus für die Schweiz und für den 1920 gegründeten Völkerbund diplomatisch tätig, so beispielsweise als Hoher Kommissar für den unter Völkerbundaufsicht stehenden Freistaat Danzig. Nach ersten Tätigkeiten für das IKRK im Jahr 1923 wurde er 1933 Mitglied des Komitees und besuchte 1935 und 1936 Konzentrationslager in Deutschland. Von 1945 bis 1949 war er neben seiner IKRK-Präsidentschaft auch Gesandter der Schweiz in Paris. Aufgrund dessen entstand innerhalb des Komitees neben zwei neuen Ämtern für Vizepräsidenten auch das Direktorat unter Leitung des Generaldirektors als neues Gremium zur Weiterführung der Arbeit bei Abwesenheit des Präsidenten. |                         |                         |           |
| 6      | | Paul Ruegger            | Jurist, Diplomat        | 1948–1955 |
| 6      | Paul Ruegger (1897–1988) begann nach einem Studium der Rechtswissenschaften eine Karriere im diplomatischen Dienst der Schweiz und war während dieser Zeit unter anderem in Paris, Rom und London tätig. Während seiner Zeit als Präsident des IKRK kam es 1949 zur Unterzeichnung der heute gültigen Fassung der Genfer Konventionen. Er unternahm im Rahmen seiner Funktion umfangreiche Reisen in die Vereinigten Staaten, die Sowjetunion und China. Nach seinem Rückzug vom Amt des IKRK-Präsidenten blieb er im Bereich des Völkerrechts aktiv. So war er mehrfach als Vermittler tätig und leitete mehrere Schweizer Delegationen an internationalen Rechtskonferenzen. |                         |                         |           |
| 7      | | Léopold Boissier        | Jurist, Diplomat        | 1955–1964 |
| 7      | Léopold Boissier (1893–1968), dessen Vater Edmond Boissier bereits als Mitglied und Vizepräsident des Komitees gewirkt hatte, begann 1918 für das Eidgenössische Politische Department zu arbeiten und war während der Friedenskonferenz von 1919 Privatsekretär des damaligen IKRK-Präsidenten Gustave Ador. Ab 1921 fungierte er als Sekretär und von 1933 bis 1953 als Generalsekretär der Interparlamentarischen Union. Darüber hinaus war er ab 1955 an der Universität Genf als ordentlicher Professor für Verfassungsrecht tätig. Mitglied des IKRK wurde er 1946, neun Jahre später übernahm er das Amt des Präsidenten. In seine Amtszeit fiel die Intervention des Komitees in der Kubakrise im Jahr 1962. Darüber hinaus besuchte er im März und April 1963 die Deutsche Demokratische Republik (DDR). Im Dezember des gleichen Jahres nahm er den Friedensnobelpreis entgegen, der dem IKRK zusammen mit der Liga anlässlich des hundertjährigen Bestehens der Rotkreuz-Bewegung verliehen wurde. |                         |                         |           |
| 8      | | Samuel Gonard           | Jurist, Korpskommandant | 1964–1969 |
| 8      | Samuel Gonard (1896–1975) war nach Guillaume-Henri Dufour der zweite IKRK-Präsident, der dieses Amt nach einer Armeekarriere übernahm. Er trar noch während seines Studiums der Rechtswissenschaften in die Schweizer Armee ein und zählte während des Zweiten Weltkrieges zum engsten Mitarbeiterkreis von General Henri Guisan. Nach dem Krieg unterrichtete er Kriegsgeschichte und Taktik an der Eidgenössischen Technischen Hochschule in Zürich. Im Dezember 1961 schied er im Rang eines Oberstkorpskommandanten aus dem Militärdienst aus, nachdem er im gleichen Jahr zum Mitglied des IKRK kooptiert worden war. Drei Jahre später wurde er Präsident und führte das Komitee unter anderem während des Vietnam-Krieges und des Bürgerkrieges in Nigeria. Im Januar 1969 trat er aus Altersgründen zurück. |                         |                         |           |
| 9      | | Marcel Naville          | Bankdirektor, Diplomat  | 1969–1973 |
| 9      | Mit Marcel Naville (1919–2003), der klassische Philologie studiert hatte, folgte erstmals nach Carl Jacob Burckhardt wieder ein Präsident mit einer geisteswissenschaftlichen Ausbildung. Sein Grossvater Edouard Naville war während des Ersten Weltkrieges Interimspräsident des Komitees und Leiter der IKRK-Zentralstelle für Kriegsgefangene gewesen. Nach Tätigkeiten während des Zweiten Weltkrieges für das Eidgenössische Politische Department und für die IKRK-Rechtsabteilung begann Marcel Naville eine Karriere im Bankwesen. Ab 1965 war er Direktor der Genfer Filiale der Schweizerischen Nationalbank. Im Jahr 1967 wurde er Mitglied und zwei Jahre später Präsident des IKRK. Der Biafra-Krieg in Nigeria, dessen Ende in seine Amtszeit fiel, stellte das IKRK vor grosse Herausforderungen, da einige nationale Rotkreuz-Gesellschaften offen den Führungsanspruch des Komitees in Frage stellten. Die Ablösung von Marcel Naville im Juli 1973 durch die Wahl seines Nachfolgers war insofern überraschend, als dass fast alle Präsidenten des Komitees auf eigenen Wunsch aus dem Amt ausgeschieden sind.                                                                                     |                         |                         |           |
| 10     | | Eric Martin             | Arzt                    | 1973–1976 |
| 10     | Eric Martin (1900–1980) war bisher der einzige Arzt, der das Amt des IKRK-Präsidenten übernahm. Nach seinem Studium der Medizin und einer Spezialisierung als Internist war er von 1936 bis 1970 Direktor der Poliklinik der Universität Genf. Während seiner Tätigkeit an der Universität begann er, sich im Schweizerischen Roten Kreuz (SRK) zu engagieren, und war später Mitglied im Zentralkomitee des SRK. Im Juli 1973 wurde er zum Präsidenten des IKRK gewählt. Schwerpunkte während seiner Amtszeit waren die Friedensarbeit des Roten Kreuzes und der Einsatz gegen die Folter. Seine Präsidentschaft gilt in der Geschichte des Komitees als wenig ereignisreich, sein Wirken als weitestgehend ohne bleibenden Einfluss für die weitere Entwicklung des Komitees. |                         |                         |           |
| 11     | | Alexandre Hay           | Jurist, Bankdirektor    | 1976–1987 |
| 11     | Alexandre Hay (1919–1991) war nach einer kurzen Tätigkeit als Rechtsanwalt zunächst von 1945 bis 1952 im diplomatischen Dienst des Eidgenössischen Departements für auswärtige Angelegenheiten beschäftigt. Im Jahr 1952 wechselte er in das Bankwesen und arbeitete in verschiedenen Positionen für die Schweizerische Nationalbank, davon von 1966 bis 1976 als Vizepräsident und Generaldirektor des Direktoriums. 1975 wurde er Mitglied des IKRK und bereits ein Jahr später Präsident des Komitees. In den elf Jahren seiner Amtszeit stiegen sowohl das Budget des IKRK als auch die Zahl der Mitarbeiter und Delegierten um ein Vielfaches. Zu den grössten Einsätzen des Komitees während dieser Zeit zählte 1984 die Evakuierung von 250'000 Flüchtlingen von Kambodscha nach Thailand, zu den schwersten bewaffneten Konflikten der von 1980 bis 1988 andauernde Krieg zwischen dem Iran und dem Irak. Das Wirken von Alexandre Hay war durch sein Eintreten für eine offene Informationspolitik des IKRK und durch sein Interesse an guten Kontakten zu den nationalen Rotkreuz- und Rothalbmond-Gesellschaften sowie eine daraus resultierende ausgeprägte Reisetätigkeit gekennzeichnet.                |                         |                         |           |
| 12     | | Cornelio Sommaruga      | Jurist, Diplomat        | 1987–1999 |
| 12     | Cornelio Sommaruga (1932–2024) absolvierte nach einem Studium der Rechtswissenschaften eine diplomatische Karriere mit Stationen in Den Haag, Bonn und Rom. Später war er stellvertretender Leiter der Schweizer Delegation bei verschiedenen internationalen Organisationen, von 1975 bis 1987 arbeitete er im Schweizer Bundesamt für Aussenwirtschaft. Im Mai 1987 übernahm er das Amt des IKRK-Präsidenten. Prägende Ereignisse seiner Amtszeit waren die dem Fall des Ostblocks 1989/1990 folgenden politischen Umwälzungen und der Völkermord in Ruanda 1994. Die Zahl der IKRK-Missionen und damit der Delegierten stieg während dieser Zeit deutlich an, allerdings auch die Zahl der bei ihren Einsätzen getöteten Delegierten. Die Zeit von 1988 bis 1989 war durch eine organisationsinterne Krise innerhalb des Komitees gekennzeichnet, während der Cornelio Sommaruga von einem Teil der IKRK-Mitarbeiter Führungsschwäche und eine zu starke Zurückhaltung im Umgang mit ausländischen Regierungen vorgeworfen wurde. Trotz dieser Kritik wurde er 1991 und 1995 im Amt bestätigt. |                         |                         |           |
| 13     | | Jakob Kellenberger      | Diplomat                | 2000–2012 |
| 13     | Jakob Kellenberger (* 1944) absolvierte eine sprachwissenschaftliche Ausbildung und trat 1974 in den Dienst des Eidgenössischen Departements für auswärtige Angelegenheiten ein. Er war in verschiedenen Positionen unter anderem in Madrid, Brüssel und London tätig, Schwerpunkt seiner Arbeit waren ab 1984 die Beziehungen der Schweiz zu den Europäischen Gemeinschaften (EG) beziehungsweise später zur Europäischen Union (EU). So leitete er von 1989 bis 1991 und von 1994 bis 1998 Delegationen der Schweiz für die Verhandlungen zu verschiedenen Verträgen zwischen der Schweiz und der EG sowie der EU. Mit Beginn des Jahres 2000 wurde er Präsident des IKRK. In dieser Funktion traf er sich zwischen 2003 und 2005 mehrfach mit ranghohen US-Regierungsmitgliedern einschliesslich des US-Präsidenten George W. Bush zu vertraulichen Gesprächen über die Behandlung von Gefangenen in den US-Gefängnissen in Abu Ghuraib und Guantanamo Bay. Ein wichtiges Ereignis während seiner Amtszeit war die Verabschiedung des dritten Zusatzprotokolls zu den Genfer Konventionen im Dezember 2005. |                         |                         |           |
| 14     | | Peter Maurer            | Diplomat                | 2012–2022 |
| 14     | Peter Maurer (* 1956) studierte Geschichte, Politikwissenschaften und Völkerrecht und war ab 1987 im diplomatischen Dienst tätig, unter anderem ab 1996 als ständiger Beobachter der Schweiz bei den Vereinten Nationen (UN) in New York. Von 2004 bis 2010 leitete er die Schweizer Ständige Mission bei den UN. Anschliessend fungierte er von März 2010 bis zu seinem Amtsantritt als Präsident des IKRK im Juli 2012 als Staatssekretär im Eidgenössischen Departement für auswärtige Angelegenheiten. Seine Wahl durch die IKRK-Versammlung zum Nachfolger Jakob Kellenbergers erfolgte am 17. Oktober 2011. Im November 2015 und im November 2019 wurde er jeweils für weitere vier Jahre bis Juni 2024 im Amt bestätigt. Er trat per Ende September 2022 zurück. |                         |                         |           |
| 15     | | Mirjana Spoljaric Egger | Diplomatin              | seit 2022 |
| 15     | Mirjana Spoljaric Egger (* 1972) ist eine Schweizer Diplomatin und seit 1. Oktober 2022 im Amt. |                         |                         |           |